# 阿米尔·阿贝德扎代
阿米尔·阿贝德扎代 （波斯語：امیر عابدزاده，1993年4月26日—）是一名伊朗职业足球运动员，司职守门员。他的父親是伊朗前守門員艾哈邁德·雷薩·阿貝扎迪赫。截至2023年，阿米尔·阿贝德扎代效力于西班牙足球乙级联赛俱乐部蓬费拉迪纳体育协会和伊朗國家男子足球隊。